# وانغ ليلي
وانغ ليلي هي مجدفة صينية، ولدت في 21 أغسطس 1982.

## وصلات خارجية
- وانغ ليلي على موقع الاتحاد الدولي للتجديف (الإنجليزية)